# Municipio de Bowlesville
El municipio de Bowlesville (en inglés: Bowlesville Township) es un municipio ubicado en el condado de Gallatin en el estado estadounidense de Illinois. En el año 2010 tenía una población de 188 habitantes y una densidad poblacional de 1,82 personas por km².

## Geografía
El municipio de Bowlesville se encuentra ubicado en las coordenadas 37°38′3″N 88°12′21″O / 37.63417, -88.20583. Según la Oficina del Censo de los Estados Unidos, el municipio tiene una superficie total de 103,24 km², de la cual 100,13 km² corresponden a tierra firme y (3,01 %) 3,11 km² es agua.

## Demografía
Según el censo de 2010, había 188 personas residiendo en el municipio de Bowlesville. La densidad de población era de 1,82 hab./km². De los 188 habitantes, el municipio de Bowlesville estaba compuesto por el 89,89 % blancos, el 1,6 % eran afroamericanos, el 6,91 % eran de otras razas y el 1,6 % eran de una mezcla de razas. Del total de la población el 6,91 % eran hispanos o latinos de cualquier raza.